# Locarn
För andra betydelser, se Locarn (olika betydelser).
Locarn är en kommun i departementet Côtes-d'Armor i regionen Bretagne i nordvästra Frankrike. Kommunen ligger i kantonen Maël-Carhaix som tillhör arrondissementet Guingamp. År 2022 hade Locarn 421 invånare.

## Befolkningsutveckling
Antalet invånare i kommunen Locarn
Referens:INSEE